# Kambam
Kambam là một thành phố và khu đô thị của quận Theni thuộc bang Tamil Nadu, Ấn Độ.

## Địa lý
Kambam có vị trí 9°44′B 77°18′Đ / 9,73°B 77,3°Đ Nó có độ cao trung bình là 391 mét (1282 feet).

## Nhân khẩu
Theo điều tra dân số năm 2001 của Ấn Độ, Kambam có dân số 58.713 người. Phái nam chiếm 50% tổng số dân và phái nữ chiếm 50%. Kambam có tỷ lệ 68% biết đọc biết viết, cao hơn tỷ lệ trung bình toàn quốc là 59,5%: tỷ lệ cho phái nam là 75%, và tỷ lệ cho phái nữ là 61%. Tại Kambam, 11% dân số nhỏ hơn 6 tuổi.